# Bugk

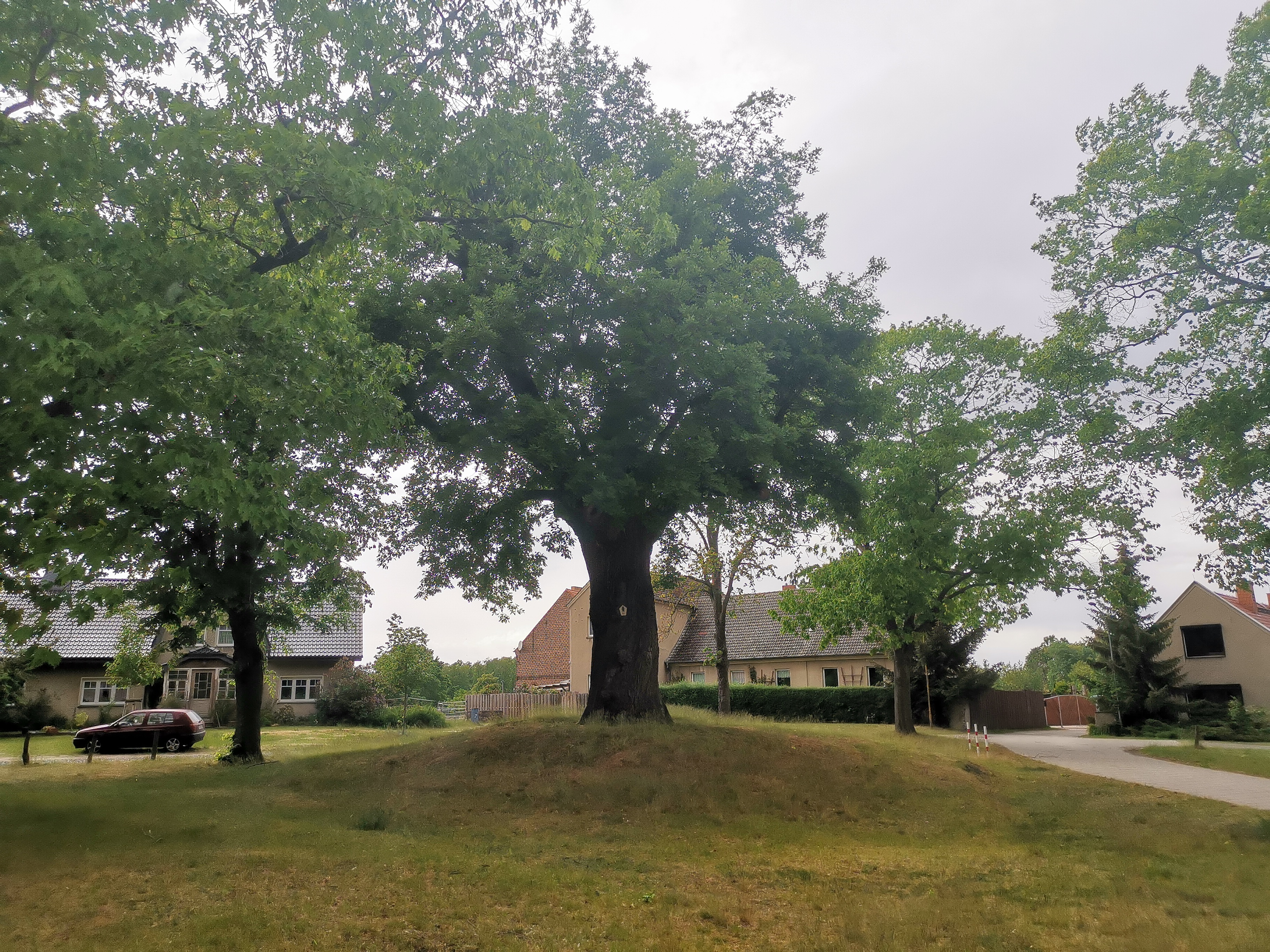
Naturdenkmal auf dem Dorfanger Bugk

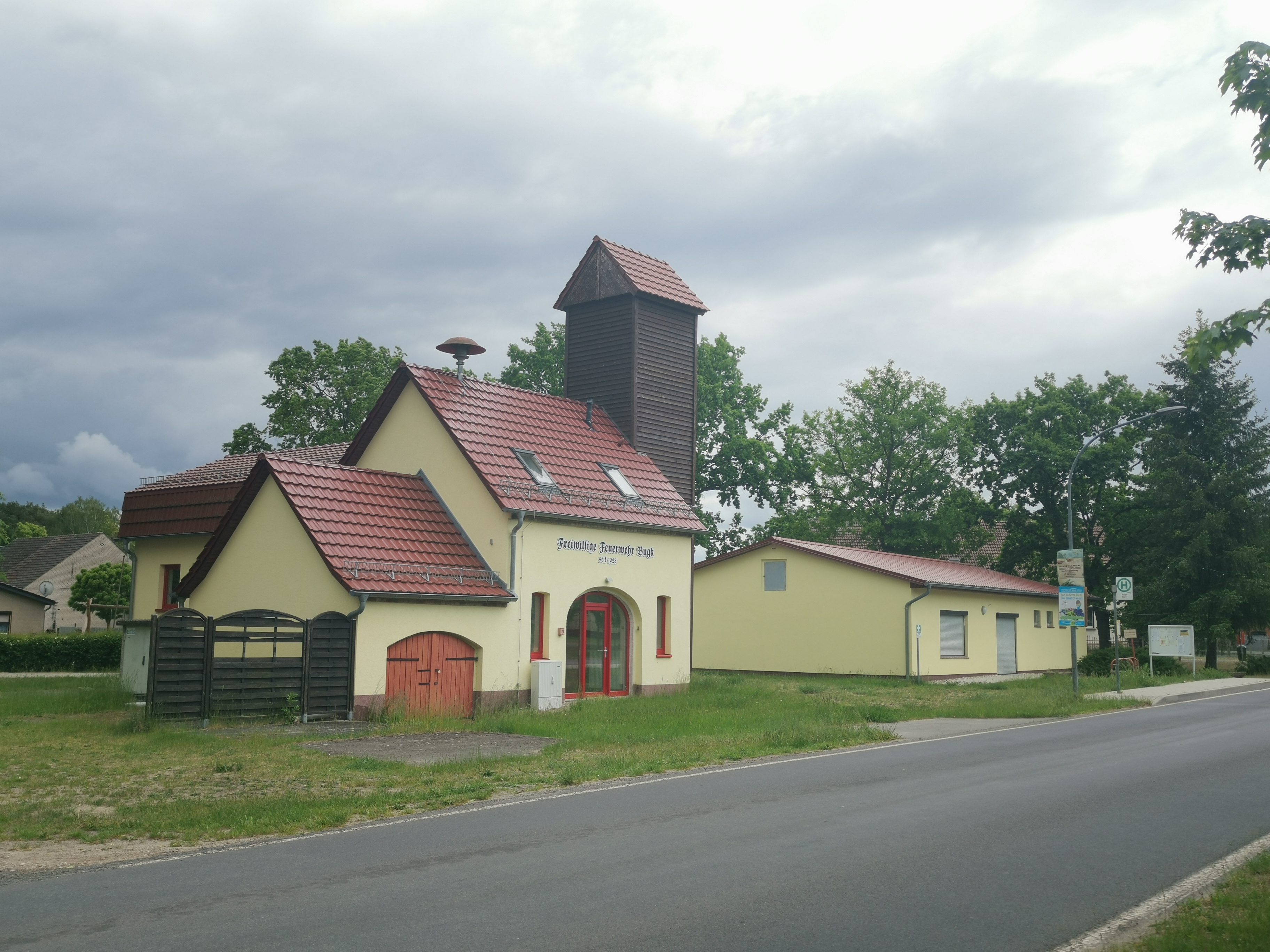
Feuerwehr

Bugk (niedersorbisch Buk) ist ein Ortsteil der Stadt Storkow (Mark) im Landkreis Oder-Spree (Brandenburg). Bis zur Eingliederung in die Stadt Storkow (Mark) im Jahre 2003 war Bugk eine eigenständige Gemeinde. 

## Geographie
Bugk liegt östlich der Groß Schauener Seenkette im Naturpark Dahme-Heideseen, ungefähr 6,5 km Luftlinie südwestlich der Kernstadt Storkow (Mark). Die Gemarkung grenzt im Norden an Groß Schauen, Wochowsee (beide Orte sind Ortsteile der Stadt Storkow (Mark)) und die Kernstadt Storkow (Mark), dann an die Gemarkung der Gemeinde Wendisch Rietz, im Südosten und Süden an Limsdorf, Kehrigk und Groß Eichholz (alle Orte sind Ortsteile der Stadt Storkow (Mark)), im Südwesten an die Gemarkung der Gemeinde Münchehofe, und im Westen an Schwerin, Selchow und Görsdorf b. Storkow (alle drei Orte sind Ortsteile der Stadt Storkow (Mark)). 
Zur Gemarkung gehören der Schaplowsee, der Groß Schauener See, der Wochowsee, der Große Selchower See, der Schweriner See und der Bugker See sowie der weiter östlich liegende Große Wucksee. Das vom Kleinen Wucksee kommende Wuckseefließ mündet in den Großen Wucksee und verläuft nördlich des Ortes zum Großen Selchower See. Im Süden des Bugker Sees mündet ein Fließ vom Dobrasee kommend in den See. Das Köllnitzfließ verband ursprünglich den Bugker See mit dem Großen Selchower See. Heute ist die flache Landzunge zwischen Bugker und Großem Selchower See durch einen breiten Kanal durchstochen. Eine markante Erhebung südöstlich des Ortskerns ist der Glienitzberg mit einer Höhe von 64 m ü. NHN. Er ist jedoch nicht die höchste Erhebung der Gemarkung, da das Gelände nach Süden hin weiter ansteigt und dort über 70 m erreicht.
Bevölkerungsentwicklung von 1774 bis 2011
| Jahr      | 1774 | 1801 | 1817 | 1837 | 1858 | 1895 | 1925 | 1939 | 1946 | 1964 | 1971 | 1981 | 1991 | 2002 | 2011 |
| Einwohner | 144  | 158  | 144  | 189  | 228  | 213  | 198  | 194  | 341  | 240  | 224  | 211  | 203  | 211  | 208  |

## Geschichte
Bugk wurde 1416 erstmals urkundlich genannt. Es ist von seiner Struktur her ein großer Rundling. Der Ortsname stammt aus dem Slawischen und bedeutet Siedlung bei den Buchen.

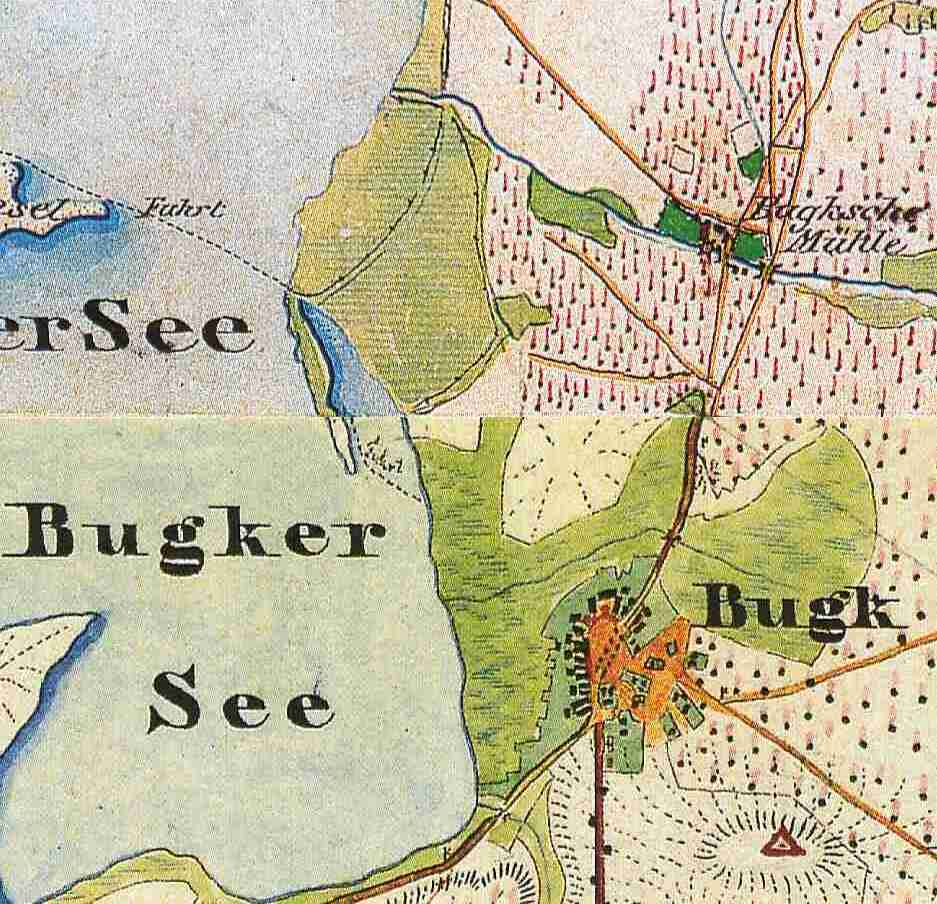
Ausschnitte aus den Urmesstischblätter 3749 Storkow von 1844 und 3849 Alt-Schadow von 1846 (kombiniert)

Bereits 1416 wird neben dem Dorf auch die Bugker Mühle genannt; sie lag nördlich des Ortskerns am Wuckseefließ. 1518 hatte der Lehnschulze einen Hof mit drei Hufen, ein Lehnmann hatte ebenfalls einen Dreihufenhof, zwei Bauern hatten je zwei Hufen und sechs Bauern je eine Hufe, insgesamt 16 Hufen verteilt auf zehn Bauerngüter. Daneben gab es noch ein Kossäten und die Mühle. 1539 hatten Richter (oder Schulze) und der Lehnmann je drei Hufen, zwei Bauern je zwei Hufen und vier Bauern je eine Hufe, dazu kommen noch drei Kossäten. Insgesamt sind es damit nur noch vierzehn Hufen. Vermutlich sind hier zwei Bauern zu den Kossäten gerechnet. 1556 werden Richter und Lehnmann mit je drei Hufen genannt. Allerdings gab es nun zehn Bauern, die je eine Hufe bewirtschafteten, insgesamt wieder 16 Hufen sowie zwei Kossäten. 1572 werden ebenfalls 12 Bauern, zwei Kossäten und der Müller genannt. 1576 waren noch drei Häusler hinzugekommen. Um 1590 waren es 12 Bauern und drei Kossäten. 1639 gaben noch 10 Untertanen Getreidezins an das Amt Storkow. 1641 hatte der Dreißigjährige Krieg das Dorf völlig verwüstet, es war unbewohnt. 1692 war das Dorf wieder aufgebaut. Der Schulze hatte einen Hof mit drei Hufen, der Hof des Lehnmanns hatte ebenfalls drei Hufen, zehn Bauern bewirtschafteten je eine Hufe. Es gab eine Schmiede im Ort, einen Hirten und die Wassermühle nördlich des Ortes. Die Bewohner hatten ‚sattsam‘ Brennholz, eine gute Fischerei auf dem Selchower See, dafür aber schlechte Hütung. Sie durften aber Schafe halten. 1727 werden 18 Hufen angegeben, vermutlich ein Irrtum, denn 1757 werden wiederum 16 Hufen genannt. Schulze und Lehnmann hatten drei Hufen, die zehn Bauern werden nun als Kossäten bezeichnet. Außerdem wohnten in Bugk zwei Büdner, ein Hausmann mit Haus, ein Hirte, ein Schmied, ein Müller und zwei Einlieger. 1735 brannte das Dorf völlig ab. 1745 wird die Bugker Mühle als Wassermühle mit einem Gang und Schneidemühle bezeichnet. 1750 war das Dorf wieder aufgebaut; die Bewohner waren: Schulze, Lehmann, zehn Kossäten, vier Büdner, ein Müller, ein Schmied und ein Hirte. In der Schmettauschen Karte von 1767/87 ist südlich des Ortskerns am Glienitzberg ein Weinberg des Lehnschulzen verzeichnet. 1775 gab es neben den zwei Bauern und zehn Kossäten noch 14 Büdner, die in 24 Häusern wohnten, darunter war auch ein Mehrfamilienhaus. 1801 wohnten zwei Bauern, zehn Kossäten, zwei Büdner und sieben Einlieger im Ort. Es gab einen Krug und eine Wasser- und Schneidemühle. 1837 wird die Mühle als Wasser-, Mal- und Schneidemühle bezeichnet. Im Ort gab es 26 Wohnhäuser. 1858 wurden gezählt, ein öffentliches Gebäude, 34 Wohngebäude und 77 Wirtschaftsgebäude, darunter eine Wassergetreide- und Sägemühle. 1900 war das Dorf auf 36 Wohnhäuser angewachsen. 1931 gab es 39 Wohnhäuser. In der  Bodenreform 1946 wurden 135,3 ha enteignet und aufgeteilt. Sechs Landarbeiter und landlose Bauern erhielten 41,8 ha, neun landarme Bauern 39 ha, die Landgemeinde 30 ha und acht Altbauern erhielten eine Waldzulage von 24,5 ha. 1957 bildete sich eine erste Landwirtschaftliche Produktionsgenossenschaft vom Typ III, die vor 1960 zum Typ I überging. 1960 hatte sich eine zweite LPG Typ I mit sechs Mitglieder und 16 ha landwirtschaftlichen Nutzfläche gebildet. Sie schlossen sich in diesem Jahr zusammen. Damit hatte die LPG Typ I 58 Mitglieder und 288 ha landwirtschaftliche Nutzfläche. 1973 wurde sie an die LPG Typ III in Kehrigk angeschlossen. 

### Politische Geschichte
Das Dorf gehörte im Mittelalter und in der frühen Neuzeit zur Herrschaft Storkow und zu den Besitzern der Herrschaft. Im Urkundeninventar wird eine Urkunde vom 3. November 1444 aufgeführt, nach der ein Otto Briescht (?) zu Briest die Dörfer Selchow, Kehrig und Bugk für 69 Schock Groschen verpfändete. Er war Vasall des Friedrich v. Bieberstein und damals der Ortsherr von Bugk. Es muss aber bald darauf wieder an die Biebersteiner zurückgefallen sein und wurde vom Amt Storkow verwaltet. Seit mindestens 1416 bis 1489 gehörte der Familie v. Queis zu Groß Schauen die Bugker Mühle. Bis 1509 war sie in den Besitz der v. Kanitz übergegangen. 1509 bis 1556 gehörte sie den v. Lawald in Klein Rietz. 1556 wurde sie zum Amt Storkow erworben. 
1518 saß ein Kuno von Röbel zu Bugk. Er musste in diesem Jahr ein Darlehen von 100 Gulden bei Nickel von Maltitz zu Tauche aufnehmen und ihm 6 Gulden Jahreszins in Selchow verschreiben. 1556 hatten die v. Bennewitz zu Kummerow die Abgaben von zwei Bauern in Bugk. Diese wurden ebenfalls 1556 zum Amt Storkow hinzu erworben. Das Dorf blieb dann beim Amt Storkow bis zu dessen Auflösung 1872.
1816 wurde aus der Herrschaft Storkow und dem Kreis Teltow der neue Kreis Teltow-Storkow gebildet, der aber 1835 wieder aufgelöst wurde. Die frühere Herrschaft Storkow wurde nun wieder mit der früheren Herrschaft Beeskow zum Kreis Beeskow vereinigt, der bis 1950 Bestand hatte. Dann gehörte der Ort für zwei Jahre zum Kreis Fürstenwalde. Bei der Kreisreform von 1952 entstand der Kreis Beeskow mit veränderter Grenzen neu. Der Kreis Beeskow wurde in der Kreisreform von 1993 aufgelöst und ging im neuen Landkreis Oder-Spree auf.
1928 wurden Teile des aufgelösten Gutsbezirks Groß Schauen der Gemeinde Bugk zugewiesen. 1992 schloss sich Bugk mit 12 anderen kleinen Gemeinden und der Stadt Storkow (Mark) zu einer Verwaltungsgemeinschaft, dem Amt Storkow (Mark) zusammen. Am 26. Oktober 2003 wurde Bugk wie die anderen Gemeinden des gleichzeitig aufgelösten Amtes Storkow (Mark) per Gesetz nach Storkow (Mark) eingemeindet. Seither ist Bugk ein Ortsteil der Gemeinde Storkow (Mark).

### Kirchliche Geschichte
Bugk war im Mittelalter und auch später nach Storkow (Mark) eingekircht. 1572 flossen Abgaben an die Kirche bzw. den Pfarrer von Storkow.

## Sehenswürdigkeiten
Die Denkmalliste des Landes Brandenburg für den Landkreis Oder-Spree führt für Bugk weder Bau- noch Bodendenkmale auf. Sehenswert sind:
- Das 1903 vom Rittmeister Schwerin erbaute Schloss und das
- Backsteingebäude des Pferdezuchtbetriebes und Reiterhofes.

## Natur und Naturschutz
Der nach dem Ort benannte Bugker See gehört zu der im Jahr 2001 von der Heinz-Sielmann-Stiftung erworbenen Naturlandschaft Groß Schauener Seen. Der westliche Teil gehört zum Naturschutzgebiet Groß Schauener Seenkette. 